# Maida
Maida község (comune) Olaszország Calabria régiójában, Catanzaro megyében.

## Fekvése
A megye központi részén fekszik. Határai: Caraffa di Catanzaro, Cortale, Feroleto Antico, Jacurso, Lamezia Terme, Marcellinara, Pianopoli, San Floro és San Pietro a Maida.

## Története
Helyén az ókorban valószínűleg az enotrik egyik települése állt. A település első említése Maghida néven a 8. századból származik. Ekkor erősítették meg a bizánciak. Erődjét a 11. században a normannok építették. 1806-ban egy jelentős csata zajlott területén a Szicíliába menekült királyt a Nápolyi Királyság visszaszerzésében támogató angolok és a királyságot elfoglaló Napóleon francia csapatai között. Névadója London Maida Vale nevű kerületének.

## Népessége
A népesség számának alakulása:

## Főbb látnivalói
- San Domenico-oratórium
- San Nicola de Latinis-templom